# Ippolito de Rossi
Ippolito de' Rossi (né à San Secondo, près de Parme, Italie, alors dans la Duché de Milan, le 31 octobre 1531, et mort à Rome le 28 avril 1591) est un cardinal italien du XVIe siècle. Il est un parent des cardinaux Giovanni Vincenzo Gonzaga, O.S.Io.Hier. (1578) et Scipione Gonzaga (1587). Ippolito est le neveu de l'évêque Giangirolamo de' Rossi de Pavie.

## Repères biographiques
Ippolito de' Rossi est protonotaire apostolique. En 1560 il est nommé évêque titulaire de Chunavia et coadjuteur de Pavie avec droit de succession. Mgr de' Rossi participe au concile de Trente en 1562-1563 et succède à Pavie en 1564.
De' Rossi est créé cardinal par le pape Sixte V lors du consistoire du 18 décembre 1585. Le cardinal Rossi participe aux deux conclaves de 1590 (élection de Urbain VII et Grégoire XIV).